# 香港一千元紙幣

滙豐銀行在2000年至2002年發行的香港1000元紙幣

一千元紙幣，現時流通的香港紙幣之一，面額為1000港元，是香港最高面額的鈔票，目前分別由3間發鈔銀行發行。由於1000元紙幣一直都是以金色為主調，所以香港民間從500元紙幣之俗稱「大牛」引申出「金牛」的稱呼。以鈔票編號計算，1000元紙幣是發行量第二少的紙幣，現極少流通。（僅次於50元紙幣。）

## 歷史
1000元紙幣的歷史最早可追溯至1860年代，當時東藩滙理銀行曾發行面值1000港元的樣票，不在市面流通。實際上，對於當時月薪只有不到10元的民眾而言，1000元實在是天文數字。慳度士丹中國日本滙理銀行也曾於19世紀發行1000元的樣票。

滙豐銀行於1977年至1983年發行的香港1000元紙幣

直到1977年3月31日，香港上海滙豐銀行才首次發行1000元紙幣，並於1978年1月10日起開始於市面流通。渣打銀行其後也於1979年3月6日發行此面額的鈔票，兩間銀行的1000元紙幣尺寸及顏色相同。
自1985年起，兩間發鈔銀行重新設計1000元紙幣，尺寸「縮水」了，變成現時的大小。在1988年，滙豐銀行改以淺金色印刷1000元紙幣，原因可能是原有設計的顏色過深，同樣現象也出現在20元及100元紙幣身上。
在1993年，兩間發鈔銀行因應香港主權移交日期漸近，更改了原本帶有英國色彩的鈔票設計。不過，渣打銀行的鈔票變動不大，沿用過去的「龍」圖案。到了1994年，中國銀行香港分行（即後來的中銀香港）也加入發行1000元紙幣。
在2003年，3間發鈔銀行的1000元紙幣設計同時更改，加入相近的防偽特徵。
2010年版一千元鈔票在12月7日推出，表達對自然環境的關注，提高環保意識及古代錢幣對照現代智能卡，和古代面相圖對照現代生物特徵的人面圖案等設計。
2018年7月24日，香港金融管理局及3間發鈔銀行宣布發行新版1000元鈔票，以香港金融中心为主题，並於同年12月12日推出。

## 偽鈔問題
由於面額大，多年來1000元紙幣是不法份子的主要偽造對象，市民亦不願意收到1000元紙幣，免招重大損失。一些規模較小的商店，也常以「千元鈔票恕不找續」的字眼來拒絕接受，也有商店直接表示不接受1000元紙幣。所以民眾繳交港幣數千元現金（例如交學費）時，多數以500元紙幣繳付。雖然1000元紙幣為香港的法定貨幣，但財政司則多次重申各商店可自行決定接受甚麼面額的紙幣，所以商店不接受1000元紙幣並不違法。
2007年3月，港澳兩地警方相繼發現了過百張已流入市面的滙豐銀行的2000年及2002年版的1000元偽鈔，涉及面值過百萬元，於是銀行便開始積極回收了上述版本的1000元紙幣，不讓其流出市面。另一方面，滙豐銀行開始增加印刷500元紙幣，用作取替被銀行回收的2000年及2002年版滙豐銀行一千元紙幣。
在2013年年尾，香港警方及銀行相繼發現了至少68張已流入市面的中銀香港的2003年版的1000元偽鈔，其仿真度比以往高（其仿真度達8成）。香港各銀行收到有關消息後，旗下的存鈔機都開始拒絕接受民眾存入的2003年版的中銀香港1000元鈔票。而中銀香港也开始增加印刷500元及1000元紙幣，用作取替被銀行回收的2003年版中銀香港一千元紙幣。
在2015年1月8日，香港警方及銀行相繼發現了至少數張已流入市面的滙豐銀行的2003年版的1000元偽鈔，其仿真度比以往高（其仿真度達8成）。香港各銀行收到有關消息後，旗下的存鈔機都開始拒絕接受民眾存入的2003年版的滙豐銀行1000元鈔票。而滙豐銀行也開始增加印刷500元紙幣，用作取替被銀行回收的2003年版滙豐銀行一千元紙幣。
以往所有恆生銀行及部份滙豐銀行櫃員機備有千元鈔票供市民提取，但由於2013年尾再度出現仿真度高的千元偽鈔，2014年初開始所有恆生銀行及滙豐銀行的櫃員機已停止供應1000元鈔票，只供應100及500元鈔票。現時，只有部份中銀香港的櫃員機（港鐵各車站的中銀櫃員機並不提供）能提供1000元鈔票。而且要設定為提取至少1100元，櫃員機才會吐出1000元鈔票，提取1000元會吐出5張100元及1張500元。截至2024年，只有部分滙豐銀行櫃員機（例如香港國際機場的滙豐銀行櫃員機）及渣打銀行（只限尖沙咀、銅鑼灣等旺區）的櫃員機均可提取港幣1000元鈔票。
2018年7月24日，香港金融管理局及3間發鈔銀行宣佈發行新版鈔票，有新的防偽特徵，才能解決偽鈔問題。

## 偽冒1000元鈔票問題
多年來，由於中國大陸人接觸港元的機會不多，因此有不法之徒在深圳用毫無價值的外幣改裝成港幣1000元鈔票，以圖魚目混珠。
2004年，有一名中國大陸人在深圳購物時被店員遊說兌換11張1000元（共$11000）鈔票，並指是新發行的。於是，該名中國大陸人在沒有防範下跟店員兌換那11張1000元鈔票。不過，那11張1000元鈔票只不過是由1000元面額的秘魯新索爾改裝而成，相等於港幣約$11（即1000元秘魯幣等於港幣1元）。後來，該名中國大陸人來到香港後方知受騙。
2011年，適逢香港有新1000元鈔票發行，所以有深圳的找換店趁機用已停用的津巴布韋幣改裝成港幣1000元鈔票，兌換給客人，令不少中國大陸人受騙。

## 紙幣暱稱

### 滙豐銀行發行
- 1977-1983年：大金獅，紙幣背面有一隻大獅子
- 1985-1987年：金魚黃，以金黃色印製得名
- 1988-1992年：咸蛋黃/青金，改為橙黃色配暗青色邊印製得名，色調配搭近似鹹蛋黃

### 渣打銀行發行
- 1979-1982年：大金龍，紙幣尺寸大，和有一條龍
- 1985-1992年：長棍龍，紙幣左邊的條形較長和有一條龍
- 1993-2002年：短棍龍，紙幣左邊的條形較短和有一條龍
- 2003-2009年：小龍
- 2010-2016年：卡通龍

## 现时一般流通的一千元纸币
| 發鈔銀行  | 發鈔銀行 | 滙豐銀行                                | 渣打銀行               | 中銀香港                     |
| 尺寸      | 尺寸     | 163mm x 81.5mm                          | 163mm x 81.5mm         | 163mm x 81.5mm               |
| 2003 系列 | 正面圖案 | 銅獅「施迪」（Stitt）                   | 五爪龙                 | 中銀大廈                     |
| 2003 系列 | 正面圖案 |                                         |                        |                              |
| 2003 系列 | 反面圖案 | 维多利亚港，香港会议展览中心            | 2003年的香港海港景象   | 维多利亚港，香港会议展览中心 |
| 2003 系列 | 反面圖案 |                                         |                        |                              |
| 2010 系列 | 正面圖案 | 銅獅「施迪」（Stitt），香港汇丰总行大厦 | 五爪龙                 | 中銀大廈，洋紫荆花           |
| 2010 系列 | 正面圖案 |                                         |                        |                              |
| 2010 系列 | 反面圖案 | 端午节比赛龙舟                          | 開元通寶，现代智能芯片 | 维多利亚港                   |
| 2010 系列 | 反面圖案 |                                         |                        |                              |
| 2018 系列 | 正面圖案 | 銅獅「施迪」，汇丰大厦                  | 渣打銀行大廈，富臨閣   | 中銀大廈，洋紫荆花           |
| 2018 系列 | 正面圖案 |                                         |                        |                              |
| 2018 系列 | 反面圖案 | 金融都會                                | 金融都會               | 金融都會                     |
| 2018 系列 | 反面圖案 |                                         |                        |                              |

### 滙豐銀行
| 版本 | 發行年份      | 發行資料 | 簽署                                            | 流通情況   |
| ---- | ------------- | -------- | ----------------------------------------------- | ---------- |
| 1977 | 1977年3月31日 | A-B      | 執行董事：牟詩禮（A. D. A. G. Mosley）          | 已退出流通 |
| 1977 | 1979年3月31日 | C-D      | 執行董事：牟詩禮（A. D. A. G. Mosley）          | 已退出流通 |
| 1977 | 1980年3月31日 | D-F      | 總經理：韋爾舒（Thomas Welsh）                  | 已退出流通 |
| 1977 | 1981年3月31日 | F-J      | 總經理：韋爾舒（Thomas Welsh）                  | 已退出流通 |
| 1977 | 1983年3月31日 | J-K      | 總經理：雷興悟（Peter Wrangham）                | 已退出流通 |
| 1985 | 1985年1月1日  | AA-AE    | 總經理：雷興悟（Peter Wrangham）                | 已退出流通 |
| 1985 | 1986年1月1日  | AF-AG    | 總經理：雷興悟（Peter Wrangham）                | 已退出流通 |
| 1985 | 1987年1月1日  | AH-AJ    | 總經理：雷興悟（Peter Wrangham）                | 已退出流通 |
| 1988 | 1988年1月1日  | AK-BB    | 執行董事：雷興悟（Peter Wrangham）              | 已退出流通 |
| 1988 | 1989年1月1日  | BC-BW    | 總經理：施偉富（Paul Selway-Swift）             | 已退出流通 |
| 1988 | 1991年1月1日  | BX-CE    | 總經理：施偉富（Paul Selway-Swift）             | 已退出流通 |
| 1993 | 1993年1月1日  | AA-BE    | 執行董事：施偉富（Paul Selway-Swift）           | 已退出流通 |
| 1993 | 1995年1月1日  | BE-BT    | 執行董事：施偉富（Paul Selway-Swift）           | 已退出流通 |
| 1993 | 1997年1月1日  | BT       | 總經理：林紀利（Christopher Patrick Langley）   | 已退出流通 |
| 1993 | 1997年7月1日  | AA       | 總經理：林紀利（Christopher Patrick Langley）   | 已退出流通 |
| 1993 | 1999年1月1日  | AA-AN    | 執行董事：林紀利（Christopher Patrick Langley） | 已退出流通 |
| 1993 | 2000年9月1日  | AN-BX    | 總經理：柯清輝                                  | 已退出流通 |
| 1993 | 2002年1月1日  | BX-CP    | 總經理：柯清輝                                  | 已退出流通 |
| 2003 | 2003年7月1日  | AA-BL    | 總經理：柯清輝                                  | 現較少流通 |
| 2003 | 2005年1月1日  | BM-CY    | 總經理：柯清輝                                  | 現較少流通 |
| 2003 | 2006年1月1日  | CY-DT    | 執行董事：王冬勝                                | 現較少流通 |
| 2003 | 2007年1月1日  | DU-EN    | 執行董事：王冬勝                                | 現較少流通 |
| 2003 | 2008年1月1日  | EN-FP    | 執行董事：王冬勝                                | 現較少流通 |
| 2003 | 2009年1月1日  | FP-GA    | 執行董事：王冬勝                                | 現較少流通 |
| 2010 | 2010年1月1日  | AA-BS    | 執行董事：王冬勝                                | 流通中     |
| 2010 | 2012年1月1日  | BT-CW    | 行政總裁：王冬勝                                | 流通中     |
| 2010 | 2013年1月1日  | CX-EN    | 行政總裁：王冬勝                                | 流通中     |
| 2010 | 2014年1月1日  | EP-FD    | 行政總裁：王冬勝                                | 流通中     |
| 2010 | 2016年1月1日  | FE-HF    | 行政總裁：王冬勝                                | 流通中     |
| 2018 | 2018年1月1日  | AA-BD    | 行政總裁：王冬勝                                | 流通中     |
| 2018 | 2020年1月1日  | BE-CZ    | 行政總裁：王冬勝                                | 流通中     |

### 渣打銀行
| 版本 | 發行年份     | 發行資料   | 簽署                                                                            | 流通情況   |
| ---- | ------------ | ---------- | ------------------------------------------------------------------------------- | ---------- |
| 1979 | 1979年1月1日 | A-B        | 香港總經理：白朗（William Brown）、會計總監：A.G. Gledhill                      | 已退出流通 |
| 1979 | 1982年1月1日 | B-C        | 地區總經理：白朗（William Brown）、財務總管：J.A.M. Docherty                    | 已退出流通 |
| 1985 | 1985年1月1日 | A-B        | 地區總經理：白朗（William Brown）、財務總管：麥華禮（Mark Waller）              | 已退出流通 |
| 1985 | 1987年1月1日 | C          | 地區總經理：麥健時（John McKenzie）、地區財務總管：麥華禮（Mark Waller）        | 已退出流通 |
| 1985 | 1988年1月1日 | D-G        | 地區總經理：麥健時（John McKenzie）、地區財務總管：麥華禮（Mark Waller）        | 已退出流通 |
| 1985 | 1992年1月1日 | H-J        | 地區總經理：黎恪義（Anthony Willilam Nicolle）、財務總監：麥華禮（Mark Waller） | 已退出流通 |
| 1993 | 1993年1月1日 | A-E        | 地區總經理：黎恪義（Anthony Willilam Nicolle）、財務總監：麥華禮（Mark Waller） | 已退出流通 |
| 1993 | 1994年1月1日 | F-K        | 總經理：黎恪義（Anthony Willilam Nicolle）、財務主管：麥華禮（Mark Waller）     | 已退出流通 |
| 1993 | 1995年1月1日 | L          | 總經理：華禮信（Ian Ramsay Wilson）、財務主管：不詳                             | 已退出流通 |
| 1993 | 1996年1月1日 | M-N        | 總經理：華禮信（Ian Ramsay Wilson）、財務主管：Paul Turner                      | 已退出流通 |
| 1993 | 1997年1月1日 | P-Q        | 總經理：華禮信（Ian Ramsay Wilson）、財務主管：Paul Turner                      | 已退出流通 |
| 1993 | 1997年7月1日 | A-B        | 總經理：華禮信（Ian Ramsay Wilson）、財務主管：Paul Turner                      | 已退出流通 |
| 1993 | 1998年1月1日 | R          | 行政總裁：戴維思（Evan Mervyn Davies）、財務主管：David Chang                   | 已退出流通 |
| 1993 | 1999年1月1日 | S-V        | 行政總裁：戴維思（Evan Mervyn Davies）、財務主管：David Chang                   | 已退出流通 |
| 1993 | 2000年1月1日 | V-W        | 行政總裁：戴維思（Evan Mervyn Davies）、財務主管：David Chang                   | 已退出流通 |
| 1993 | 2001年1月1日 | X-Y、AA-AD | 總經理兼行政總裁：王冬勝、財務總監：馮隆春                                      | 已退出流通 |
| 1993 | 2002年1月1日 | AE-AL      | 總經理兼行政總裁：王冬勝、財務總監：馮隆春                                      | 已退出流通 |
| 2003 | 2003年7月1日 | AA-BU      | 董事：王冬勝、財務總監：馮隆春                                                  | 現較少流通 |
| 2010 | 2010年1月1日 | AA-AM      | 行政總裁：洪丕正、財務總監：馮隆春                                              | 流通中     |
| 2010 | 2012年1月1日 | AN-BD      | 行政總裁：洪丕正、財務總監：華實廉（Saleem Razvi）                              | 流通中     |
| 2010 | 2013年1月1日 | BE-BJ      | 行政總裁：洪丕正、財務總監：林傅聰                                              | 流通中     |
| 2010 | 2014年1月1日 | BK-BR      | 行政總裁：洪丕正、財務總監：林傅聰                                              | 流通中     |
| 2010 | 2016年1月1日 | BS-BY      | 行政總裁：陳秀梅、財務總監：林傅聰                                              | 流通中     |
| 2018 | 2018年1月1日 | AA-AX      | 行政總裁：禤惠儀、財務總監：侯綺雯                                              | 流通中     |
| 2018 | 2020年1月1日 | AY-BJ      | 行政總裁：洪丕正、財務總監：龐維哲（Gregory John Powell）                       | 流通中     |

### 中銀香港
| 版本 | 發行年份     | 發行資料 | 簽署                   | 流通情況   |
| ---- | ------------ | -------- | ---------------------- | ---------- |
| 1994 | 1994年5月1日 | AA-AC    | 香港分行總經理：周振興 | 已退出流通 |
| 1994 | 1995年1月1日 | AC-AH    | 香港分行總經理：周振興 | 已退出流通 |
| 1994 | 1996年1月1日 | AH-AV    | 香港分行總經理：羊子林 | 已退出流通 |
| 1994 | 1997年7月1日 | AV-BA    | 香港分行總經理：羊子林 | 已退出流通 |
| 1994 | 1998年1月1日 | BA-BR    | 香港分行總經理：劉金寶 | 已退出流通 |
| 1994 | 1999年1月1日 | BR-CF    | 香港分行總經理：劉金寶 | 已退出流通 |
| 1994 | 2001年1月1日 | AH-BQ    | 香港分行總經理：劉金寶 | 已退出流通 |
| 2003 | 2003年7月1日 | AA-BA    | 總裁：和廣北           | 現較少流通 |
| 2003 | 2005年1月1日 | BB-BT    | 總裁：和廣北           | 現較少流通 |
| 2003 | 2006年1月1日 | BU-CD    | 總裁：和廣北           | 現較少流通 |
| 2003 | 2007年1月1日 | CE-CG    | 總裁：和廣北           | 現較少流通 |
| 2003 | 2008年1月1日 | CH-CN    | 總裁：和廣北           | 現較少流通 |
| 2010 | 2010年1月1日 | AA-AW    | 總裁：和廣北           | 流通中     |
| 2010 | 2012年1月1日 | AX-CA    | 總裁：和廣北           | 流通中     |
| 2010 | 2013年1月1日 | CB-EV    | 總裁：和廣北           | 流通中     |
| 2010 | 2014年1月1日 | EW-FM    | 總裁：和廣北           | 流通中     |
| 2010 | 2015年7月1日 | FN-GJ    | 總裁：岳毅             | 流通中     |
| 2018 | 2018年1月1日 | AA-BX    | 總裁：高迎欣           | 流通中     |
| 2018 | 2020年1月1日 | BY-FB    | 總裁：高迎欣           | 流通中     |